# België op het Eurovisiesongfestival 2013

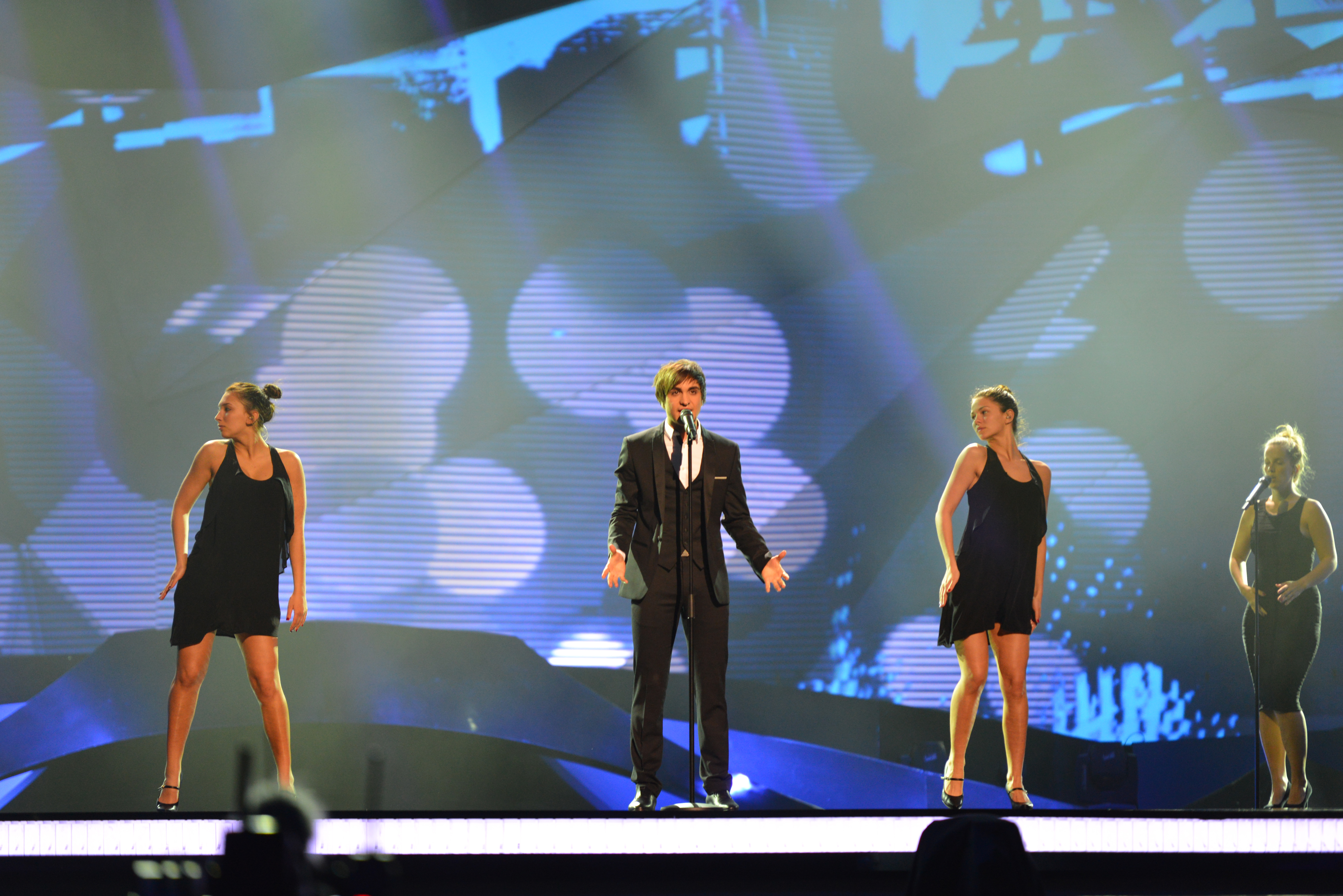
Roberto Bellarosa haalde voor België de finale, waarin hij twaalfde werd.

België nam deel aan het Eurovisiesongfestival 2013 in Malmö, Zweden. Het was de 55ste deelname van het land op het Eurovisiesongfestival. De RTBF was verantwoordelijk voor de Belgische bijdrage voor de editie van 2013.

## Selectieprocedure
Op 20 november zou de RTBF een persconferentie geven om de selectieprocedure te duiden, maar reeds op 16 november raakte bekend dat Roberto Bellarosa namens België naar Malmö zou gaan. De pas 17-jarige zanger raakte bekend bij het grote publiek dankzij zijn overwinning in de eerste editie van The Voice Belgique. Op 16 december zou hij tijdens de nationale finale verschillende nummers ten gehore brengen, waarna het publiek en een vakjury zouden bepalen met welk nummer hij België zou vertegenwoordigen op het Eurovisiesongfestival.
Op 11 december maakte de RTBF de titels van de drie liedjes bekend. De titels waren Reste toi, Be heroes en Love kills. De nationale finale werd niet op televisie uitgezonden, maar via radiozender VivaCité. Uiteindelijk haalde Love kills zowel de meerderheid van de stemmen van het publiek als van de vakjury.

## Nationale finale
16 december 2012
| Volgorde | Lied       |
| -------- | ---------- |
| 1        | Love kills |
| 2        | Reste toi  |
| 3        | Be heroes  |

## In Malmö
Op 16 januari 2013 werd er geloot voor de startvolgorde van de halve finales en de grote finale van het Eurovisiesongfestival 2013. België werd ingedeeld in de eerste halve finale, op dinsdag 14 mei 2013. België trad als vijftiende en voorlaatste aan, net na Cyprus en voor Servië. Bellarosa wist dankzij een vijfde plaats in die halve finale voor België de finale te bereiken. Tijdens de puntentelling werd eenmaal 'Belgium twelve points' vermeld. De twaalf punten kwamen van Nederland. In de finale behaalde Roberto Bellarosa de twaalfde plaats.

### Gekregen punten

#### Halve finale 1
| 12 punten             | 10 punten               | 8 punten                | 7 punten                        | 6 punten     |
| --------------------- | ----------------------- | ----------------------- | ------------------------------- | ------------ |
|                       | - Nederland             | - Estland - Rusland     | - Denemarken - Ierland - Zweden | - Slovenië   |
| 5 punten              | 4 punten                | 3 punten                | 2 punten                        | 1 punt       |
| - Verenigd Koninkrijk | - Oostenrijk - Moldavië | - Wit-Rusland - Kroatië | - Litouwen                      | - Montenegro |

#### Finale
| 12 punten                             | 10 punten             | 8 punten                                                          | 7 punten                       | 6 punten |
| ------------------------------------- | --------------------- | ----------------------------------------------------------------- | ------------------------------ | -------- |
| - Nederland                           |                       | - Rusland                                                         | - Zweden                       |          |
| 5 punten                              | 4 punten              | 3 punten                                                          | 2 punten                       | 1 punt   |
| - Denemarken - Frankrijk - San Marino | - Hongarije - Ierland | - Oostenrijk - Finland - Noorwegen - Servië - Verenigd Koninkrijk | - Estland - Letland - Slovenië |          |

### Punten gegeven door België

#### Halve finale 1
Punten gegeven in de eerste halve finale:
| 12 punten | Nederland  |
| 10 punten | Denemarken |
| 8 punten  | Oekraïne   |
| 7 punten  | Rusland    |
| 6 punten  | Litouwen   |
| 5 punten  | Moldavië   |
| 4 punten  | Ierland    |
| 3 punten  | Oostenrijk |
| 2 punten  | Cyprus     |
| 1 punt    | Estland    |

#### Finale
Punten gegeven in de finale:
| 12 punten | Nederland    |
| 10 punten | Denemarken   |
| 8 punten  | Oekraïne     |
| 7 punten  | Noorwegen    |
| 6 punten  | Italië       |
| 5 punten  | Azerbeidzjan |
| 4 punten  | Rusland      |
| 3 punten  | Moldavië     |
| 2 punten  | Griekenland  |
| 1 punt    | Zweden       |

1956 · 1957 · 1958 · 1959 · 1960 · 1961 · 1962 · 1963 · 1964 · 1965 · 1966 · 1967 · 1968 · 1969 · 1970 · 1971 · 1972 · 1973 · 1974· 1975 · 1976 · 1977 · 1978 · 1979 · 1980 · 1981 · 1982 · 1983 · 1984 · 1985 · 1986 · 1987 · 1988 · 1989 · 1990 · 1991 · 1992 · 1993 · 1994 · 1995 · 1996 · 1997 · 1998 · 1999 · 2000 · 2001 · 2002 · 2003 · 2004 · 2005 · 2006 · 2007 · 2008 · 2009 · 2010 · 2011 · 2012 · 2013 · 2014 · 2015 · 2016 · 2017 · 2018 · 2019 · 2020 · 2021 · 2022 · 2023 · 2024 · 2025
Albanië · Armenië · Azerbeidzjan · België · Bulgarije ·  Cyprus · Denemarken · Duitsland · Estland · Finland · Frankrijk · Georgië · Griekenland · Hongarije · Ierland · IJsland · Israël · Italië ·  Kroatië · Letland · Litouwen · Macedonië · Malta · Moldavië · Montenegro · Nederland · Noorwegen · Oekraïne · Oostenrijk · Roemenië · Rusland · San Marino · Servië · Slovenië · Spanje · Verenigd Koninkrijk · Wit-Rusland · Zweden · Zwitserland